# Charapozelia fulviventris
Charapozelia fulviventris là một loài ruồi trong họ Tachinidae.